# قوس المراقبة
قوس المراقبة Observation arc، المعروف أيضا باسم طول القوس هو مصطلح يستخدم في علم الفلك الرصدي، وعلى الأخص في اكتشاف وتتبع الكويكبات والمذنبات. ويشير قوس المراقبة إلى الفترة الزمنية بين عملية الرصد الأولى والأخيرة لمسار الجرم الفلكي. الفترة الزمنية لتعقب مسار الجرم الفلكي عادة ما تترواح مابين أيام إلى عدة سنوات.
يحدد قوس المراقبة مدى دقة معرفتنا لمدار الجرم الفلكي. ويمكن للقوس القصير جدا أن يصف الأجرام في تشكيلة واسعة من المدارات، على مسافات مختلفة من الأرض. في بعض الحالات، كانت هناك أجسام قوسها الأولي غير كاف لتحديد ما إذا كان الجسم في مدار حول الأرض، أو يدور في حزام الكويكبات.
بقوس مراقبة لمدة يوم واحد كان يعتقد أن الكوكب القزم (392741) 2012 SQ31 جرم وراء نبتوني بنصف محور رئيسي قدر بحوالي 46 وحدة فلكية ، ولكن من المعروف الآن أنة يكون كويكب ابعادة (1 كم) في حزام الكويكبات .ويمكن أن يؤدي قوس المراقبة الذي يقل عن 30 يوما إلى صعوبة استعادة جسم ما بعد مرور أكثر من سنة على آخر عملية رصد، وقد يؤدي ذلك إلى فقدان الكوكب الصغير.

## اقرأ أيضا
- علم الفلك
- رصد فلكي
- رصد فلكي بالعين المجردة
- علم الفلك الزمني